# The Climate Book
The Climate Book é um livro não-ficção sobre o tema  mudança climática e proteção climática escrito por Greta Thunberg em colaboração com muitos cientistas e jornalistas científicos. O original em inglês e traduções em idiomas como alemão, holandês, espanhol, português, francês, italiano, sueco, dinamarquês e norueguês foram publicados quase simultaneamente em outubro de 2022.

## Conteúdo e intenção
O livro é um esforço colaborativo interdisciplinar, dividido em cinco partes por uma estrutura abrangente. No total, mais de 100 especialistas de numerosas disciplinas como geofísica, meteorologia, engenharia, matemática, história, assim como líderes indígenas contribuíram para o livro. As contribuições individuais são agrupadas em seções maiores através de introduções de Thunberg. Estas são:
- 1: Como funciona o clima;
- 2: Como nosso planeta está mudando;
- 3: Como ele nos afeta;
- 4: O que fizemos a respeito disso;
- 5: O que devemos fazer agora.

O livro tenta lançar as bases para uma compreensão complexa da crise climática global e delinear respostas para enfrentá-la. A educação climática deve ser promovida nas escolas e na mídia, o que é visto como um pré-requisito para uma ação significativa. Thunberg faz uma tentativa de abordar o que ela vê como um falso equilíbrio nas reportagens, expondo a manipulação das estatísticas ambientais através da "negociação" das emissões e rótulos enganosos como o hidrogênio "verde", e fazendo ouvir as vozes daqueles atualmente mais afetados pelos impactos das mudanças climáticas do Sul Global.
Uma característica única do livro, que poderia ser vista como uma crítica em um livro sobre esta ambição, é que ele carece de uma bibliografia e de um grande aparelho de anotação. Especialistas autorizadosNão são citados, suas posições não são referenciadas, mas eles mesmos têm sua opinião.
1. ↑  Greta Thunberg vê seu livro sobre o clima como 'um novo tipo de ativismo'. Em: [[ The Sydney Morning Herald], 3 de novembro de 2022. Recuperado em 12 de novembro de 2022.
2. ↑  Para a discriminação, veja: https://unterrichten.zum.de/wiki/Das_Klima-Buch
3. ↑  As mais afetadas nas regiões mais afetadas estão na linha de frente da crise climática. Mas elas não estão nas primeiras páginas de nossos jornais. Suas vozes precisam ser ouvidas, e todos nós podemos ajudar com isso. Espalhe suas histórias e seus nomes.
4. ↑   são listados no índice com breves informações sobre seu campo de trabalho e posição social.
5. ↑   Desta forma, a geração jovem, para quem o livro não é menos destinado, mas também a geração mais velha, está familiarizada com muitos nomes pela primeira vez, o que, se você procurá-los na rede, o levará a publicações essenciais e, se necessário, a uma classificação de seu trabalho no contexto da pesquisa na Wikipedia.